# ملاك أورورا
ملاك أورورا (بالإسبانية: El ángel de Aurora)‏ هو مسلسل تلفزيوني مكسيكي من بطولة خورخي ساليناس وناتاليا إسبيرون ورافائيل نوفوا. تم عرضه لأول مرة على قناة قناة النجوم في 29 يوليو 2024.

## طاقم العمل
- خورخي ساليناس - أنطونيو موريتا
- ناتاليا إسبيرون - أورورا كامبيرو
- رافائيل نوفوا - خوليو سيزار ري
- بولينا ماتوس - هيلينا موريتا
- مويسيس بينالوزا - أنجيل سانتوس / غابرييل
- خوسيه بابلو مينور - ديميان مورجا
- ماريسول ديل أولمو - إيزابيل كامبيرو
- غابرييلا ريفيرو - فيكتوريا بونيلا
- روبرتو بلاندون - باسكوال سانتوس
- روسيو فيرديجو - باتريشيا جيل
- ليجيا أوريارتي - بريانا كيرول
- خوان بابلو جيل - إدغار باوتيستا
- غابرييلا كاريو - كاساندرا أفيلا
- نوبيا مارتي - اسبيرانزا كاسترو
- لالو بالاسيوس - المورو
- كارلا جوميز - إلفيا
- باكو رويدا - جلوريو
- كريستيان راموس - أكويليس دوسامانتيس
- بريسيلا سولوريو - ماجي بيريز
- إيزابيلا فاسكيز - أنيتا
- جادين سواريز - الرولاس
- بابلو جارسيا – لويس ألبرتو ري
- بيدرو سيكارد - فابريزيو
- رينيه كاسادوس - يوفنتينو ماسياس "البينتاس"